# Blombägarlav
Blombägarlav (Cladonia bellidiflora) är en lavart som först beskrevs av Erik Acharius, och fick sitt nu gällande namn av Schaer. Blombägarlav ingår i släktet Cladonia och familjen Cladoniaceae.  Arten är reproducerande i Sverige. Inga underarter finns listade i Catalogue of Life.